# Hello Games
Hello Gamesは、イギリスのゲーム会社である。

## 概要
ショーン・マレー、グラント・ダンカン、ライアン・ドイル、デビッド・リームによって2008年に設立された。
代表作としてNo Man's Skyがある。
また、Light No Fireを開発している。